# Algonac
Algonac – miasto w Stanach Zjednoczonych, w stanie Michigan, w hrabstwie St. Clair.